# 진 넬슨

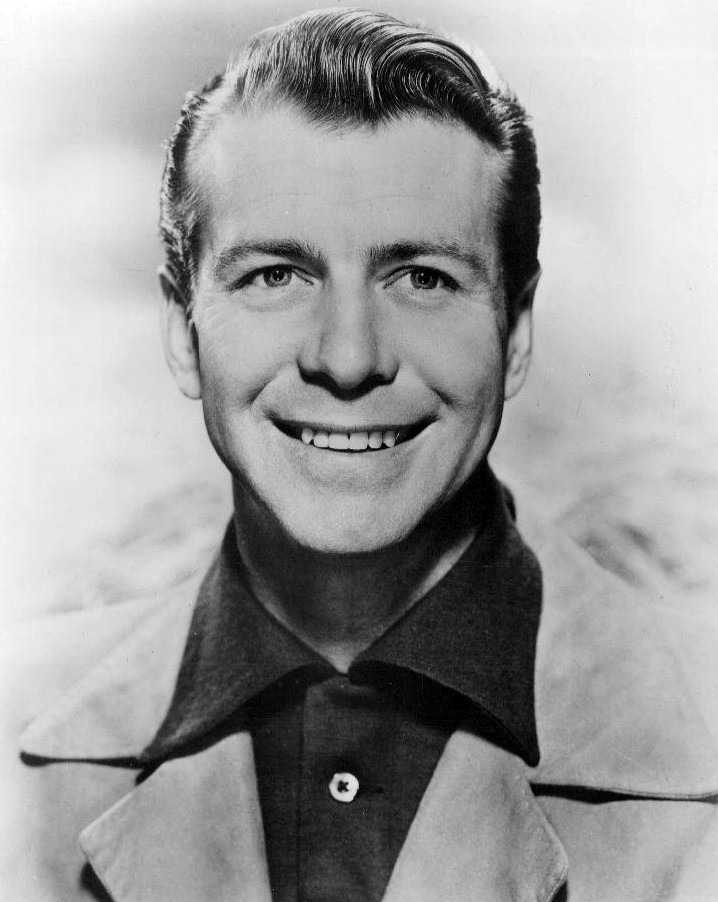

진 넬슨(Gene Nelson, 1920년 3월 24일 ~ 1996년 9월 16일)은 미국의 영화 감독, 각본가, 영화 프로듀서, 배우, 텔레비전 배우, 영화배우이다.
시애틀에서 태어났으며 로스앤젤레스에서 사망하였다. 사인은 암이다.

## 영화
- 오더 오브 더 이글 (1989년)
- 할리우드의 건달들 (1981년)
- 꿈꾸는 낙원 (1978년)
- 아메리칸 걸즈 (1978년)
- 경찰 초년병 (1972년)
- 스타 트렉 : 디 오리지널 시리즈 시즌1 (1966년)
- FBI (1965년)
- 내 사랑 지니 (1965년)
- 헤럼 스케럼 (1965년)
- 키싱 코즌 (1964년)
- 선셋 77번가 (1958년)
- 도나 리드 쇼 (1958년)
- 딜론 보안관 (1955년)
- 오클라호마 (1955년)
- 크라임 웨이브 (1953년)
- 쉬즈 백 온 브로드웨이 (1953년)
- 쓰리 세일러스 앤 어 걸 (1953년)
- 스타리프트 (1951년)
- 브로드웨이의 자장가 (1951년)
- 로지 오그래디의 딸 (1950년)
- 웨스트 포인트 스토리 (1950년)
- 티 포 투 (1950년)
- 아이 원더 후즈 키싱 허 나우 (1947년)
- 디스 이즈 더 아미 (1943년)
- 에브리씽 해펀즈 앳 나잇 (1939년)